# 쓰루미 슈지
쓰루미 슈지(일본어: 鶴見 修治, 1938년 1월 29일 ~ )는 일본의 체조 선수였다.
도쿄에서 태어난 쓰루미는 1960년 로마 올림픽에 처음 나가 단체전 금메달과 안마의 동메달을 획득하였다.
4년 후, 도쿄 올림픽에서 단체전 2연승을 거두고 3개의 은메달(개인 종합, 안마, 평행봉)을 따냈다.
1966년 세계 선수권에서 쓰루미는 개인 종합 2위를 하였으며, 일본은 단체저을 우승하였다.
2008년 국제 체조 명예의 전당으로 헌액되었다.